# Quo Primum Tempore

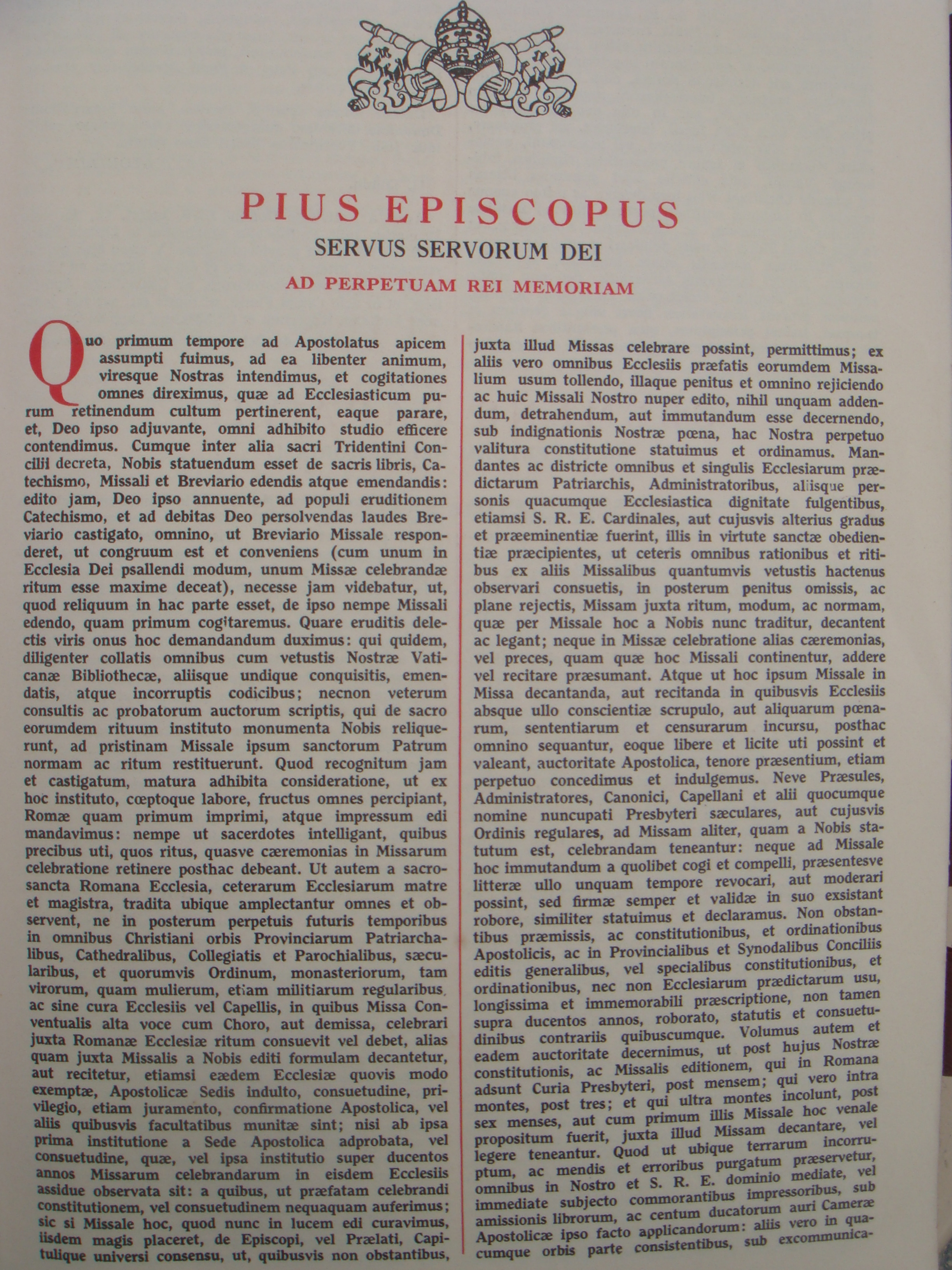
Texto da bula Quo primum tempore, publicado em um Missal Romano, de 1956

Quo primum tempore (em português:  Desde o primeiro momento) é uma Constituição Apostólica em forma de bula pontifícia emitida por São Pio V aos 14 de julho de 1570. Faz parte de um conjunto de medidas que a Igreja Católica  adotou na época, buscando unificar textos referenciais e procedimentos. Foi antecedida pela publicação do Catecismo, texto para instrução dos fiéis leigos, e por modificações no Breviário, série de livros usados para as orações diárias dos sacerdotes.
Promulgou-se logo depois da edição, no mesmo ano, da versão revisada do Missal Romano, um roteiro para a celebração da missa. Com a bula Quo primum tempore, a Igreja tornava obrigatória a adoção do novo Missal em todo a Igreja Latina, permitindo exceção apenas para costumes diferentes que estivessem sendo celebrados ininterruptamente por, no mínimo, duzentos anos.
Por isso, além do rito romano (que passou a ser celebrado na forma do Missal de Pio V até à reforma litúrgica de Paulo VI), sobreviveram ao Concílio de Trento os ritos litúrgicos ambrosiano, bracarense, moçárabe e cartuxo - de início os carmelita e dominicano mantiveram-se, mas depois do Concílio Vaticano II adotaram o rito romano conforma à revisão do papa Paulo VI. As demais ordens e dioceses que poderiam manter seus ritos próprios preferiram por adotar o Missal de Pio V.
A razão para a publicação da bula, segundo exposta pelo papa no texto: 
| (...)é soberanamente oportuno que, na Igreja de Deus, haja uma só maneira de salmodiar e um só rito para celebrar a Missa. |

Assim, pois, diz-se na bula: 
| E a fim de que todos, e em todos os lugares, adotem e observem as tradições da Santa Igreja Romana, Mãe e Mestra de todas as Igrejas, decretamos e ordenamos que a Missa, no futuro e para sempre, não seja cantada nem rezada de modo diferente do que esta, conforme o Missal publicado por Nós, em todas as Igrejas. |

Afirma-se, ainda, a legitimidade perpétua em: 
| Além disso, em virtude de Nossa Autoridade Apostólica, pelo teor da presente Bula, concedemos e damos o indulto seguinte: que, doravante, para cantar ou rezar a Missa em qualquer Igreja, se possa, sem restrição seguir este Missal com permissão e poder de usá-lo livre e licitamente, sem nenhum escrúpulo de consciência e sem que se possa incorrer em nenhuma pena, sentença e censura, e isto para sempre. |

E conclui-se com: 
| Assim, portanto, que a ninguém absolutamente seja permitido infringir ou, por temerária audácia, se opor à presente disposição de nossa permissão, estatuto, ordenação, mandato, preceito, concessão, indulto, declaração, vontade, decreto e proibição. |

## Inspiração domotu proprioTraditionis custodes
O papa Francisco citou a ação de Pio V en 1570 como algo que o encorajou a tomar "a firme decisão de revogar todas as normas, instruções, concessões e costumes anteriores ao presente Motu Proprio [Traditionis custodes], e de reter os livros litúrgicos promulgados pelos santos Pontífices Paulo VI e João Paulo II, em conformidade com os decretos do Concílio Vaticano II, como a única expressão da lex orandi do Rito Romano. Conforta-me, nesta decisão, o facto de que, depois do Concílio de Trento, também São Pio V revogou todos os ritos que não pudessem ostentar uma comprovada antiguidade, estabelecendo para toda a Igreja latina um único Missale Romanum".